# Сверколучье
Све́рколучье (Свирколучье, Свирковы Луки) — исчезнувшее село на берегу реки Днепр, ныне Кардымовский район Смоленской области.

## История
Первое упоминание относится к 1136 г. Во времена литовского владения (до 1522 г.) в селе существовала небольшая православная обитель. После вхождения смоленских земель в Московское государство владение селом было передано местному боярину Я.А.Салтыкову, который имел конфликт с обителью. Благодаря стараниям Герасима Болдинского в селе в 1540-х гг. устраивается монастырь в честь Рождества Пресв. Богородицы.
В смутное время монастырь опустевает и возрождается снова лишь в 1655 году усилиями основателя Бизюкова монастыря Сергия Салтыкова. Обитель приписывается к Бизюкову монастырю. Расцвет села и монастыря продолжался вплоть до 1764 г., когда по Секуляризационной реформе монастырский храм был упразднён в приходскую церковь.
В 1739 г. в селе была построена деревянная приходская церковь Николая Чудотворца. В 1826 г. в деревню была перевезена церковь из села Волково-Егорье (позднее Ельнинский уезд). Древние монастрыские церкви к 1871 г. уже не существовали. В 1904 г. здесь был построен каменный храм.
В 1904 г. село входило в состав Болотовской волости Дорогобужского уезда и насчитывало 4 двора, а к 1930-м уже 85 дворов. В годы Великой Отечественной войны оккупирована в июле 1941 г., освобождена в сентябре 1943 г. В послевоенные годы окончательно опустело.